# Copa Libertadores 2017
Die Copa Libertadores 2017, aufgrund des Sponsorings auch Copa Bridgestone Libertadores, war die 58. Ausspielung des wichtigsten südamerikanischen Fußballwettbewerbs für Vereinsmannschaften. Der Wettbewerb wurde von dem südamerikanischen Fußballverband CONMEBOL organisiert. Für die Saison 2017 wurden einige Regeländerungen vorgenommen. Das Teilnehmerfeld wurde von 38 auf 47 vergrößert. Der Wettbewerb fand nicht mehr nur in der ersten Jahreshälfte statt, sondern wurde von Januar bis November ausgetragen. Aus diesem Grund sagte der mexikanische Fußballverband seine Teilnahme an dem Wettbewerb ab.
Den Bewerb für sich entscheiden konnte der brasilianische Verein Grêmio Porto Alegre. Als bester Spieler des Turniers wurde der im Kader des siegreichen Vereins stehende Luan Vieira ausgezeichnet.

## Teilnehmende Mannschaften
Die folgenden Mannschaften nahmen an der Copa Libertadores 2017 teil.
- Copa Libertadores 2016 Sieger
- Copa Sudamericana 2016 Sieger
- Brasilien: 7 Startplätze
- Argentinien: 6 Startplätze
- Alle anderen Verbände: 4 Startplätze

Für die Gruppenphase direkt qualifiziert waren 28 Klubs:
- Copa Libertadores 2016 Sieger
- Copa Sudamericana 2016 Sieger
- Argentinien und Brasilien: die besten fünf Mannschaften der Länder-Qualifikation
- Alle anderen Verbände: die besten zwei Mannschaften der Länder-Qualifikation

Für die zweite Qualifikationsrunde qualifiziert waren 13 Klubs:
- Argentinien: der Platz sechs der Länder-Qualifikation
- Brasilien: die Plätze sechs und sieben der Länder-Qualifikation
- Chile und Kolumbien: die Plätze drei und vier der Länder-Qualifikation
- Alle anderen Verbände: die Plätze drei der Länder-Qualifikation

Für die erste Qualifikationsrunde qualifiziert waren 6 Klubs:
- der vierte Platz aus der Länder-Qualifikation von Bolivien, Ecuador, Paraguay, Peru, Uruguay und Venezuela

| Land                        | Verein                               | Qualifikationsgrund                                                                      | Ergebnis                |
| --------------------------- | ------------------------------------ | ---------------------------------------------------------------------------------------- | ----------------------- |
| Argentinien 6 Startplätze   | CA Lanús                             | Primera División 2016 Gewinner                                                           | Finalteilnehmer         |
| Argentinien 6 Startplätze   | Club Atlético San Lorenzo de Almagro | Primera División 2016 Zweiter                                                            | Viertelfinale           |
| Argentinien 6 Startplätze   | Estudiantes de La Plata              | Primera División 2016 Dritter                                                            | 3. Gruppenphase         |
| Argentinien 6 Startplätze   | CD Godoy Cruz                        | Primera División 2016 Vierter                                                            | Achtelfinale            |
| Argentinien 6 Startplätze   | River Plate                          | Copa Argentina 2014/15 Gewinner                                                          | Halbfinale              |
| Argentinien 6 Startplätze   | Atlético Tucumán (Q-2)               | Primera División 2016 Fünfter                                                            | 3. Gruppenphase         |
| Bolivien 4 Startplätze      | Sport Boys Warnes                    | 2015 Apertura                                                                            | 4. Gruppenphase         |
| Bolivien 4 Startplätze      | Club Jorge Wilstermann               | 2016 Clausura                                                                            | Viertelfinale           |
| Bolivien 4 Startplätze      | Club The Strongest (Q-2)             | Bestes nicht qualifiziertes Team aus der Gesamttabelle der Primera División 2015/16      | Achtelfinale            |
| Bolivien 4 Startplätze      | Universitario de Sucre (Q-1)         | Zweitbestes nicht qualifiziertes Team aus der Gesamttabelle der Primera División 2015/16 | Q-1                     |
| Brasilien 7 + 1 Startplätze | Palmeiras São Paulo                  | Meister 2016                                                                             | Achtelfinale            |
| Brasilien 7 + 1 Startplätze | Grêmio Porto Alegre                  | Pokalsieger 2016                                                                         | Pokalsieger             |
| Brasilien 7 + 1 Startplätze | Chapecoense                          | Copa Sudamericana 2016 Sieger                                                            | 3. Gruppenphase         |
| Brasilien 7 + 1 Startplätze | FC Santos                            | Zweiter Série A 2016                                                                     | Viertelfinale           |
| Brasilien 7 + 1 Startplätze | Flamengo Rio de Janeiro              | Dritter Série A 2016                                                                     | 3. Gruppenphase         |
| Brasilien 7 + 1 Startplätze | Atlético Mineiro                     | Vierter Série A 2016                                                                     | Achtelfinale            |
| Brasilien 7 + 1 Startplätze | Botafogo FR (Q-2)                    | Fünfter Série A 2016                                                                     | Viertelfinale           |
| Brasilien 7 + 1 Startplätze | Athletico Paranaense (Q-2)           | Sechster Série A 2016                                                                    | Achtelfinale            |
| Chile 4 Startplätze         | CD Universidad Católica              | Meister Clausura 2016                                                                    | 4. Gruppenphase         |
| Chile 4 Startplätze         | Deportes Iquique                     | Zweiter Apertura 2016                                                                    | 3. Gruppenphase         |
| Chile 4 Startplätze         | CSD Colo-Colo (Q-2)                  | Pokalsieger 2016                                                                         | Q-2                     |
| Chile 4 Startplätze         | Unión Española (Q-2)                 | Primera División bester nicht qualifizierter Klub                                        | Q-3                     |
| Ecuador 4 Startplätze       | Barcelona Sporting Club              | Meister 2016                                                                             | Halbfinale              |
| Ecuador 4 Startplätze       | Club Sport Emelec                    | Zweiter 2016                                                                             | Achtelfinale            |
| Ecuador 4 Startplätze       | CD El Nacional (Q-2)                 | Bestes nicht qualifiziertes Team aus der Gesamttabelle                                   | Q-2                     |
| Ecuador 4 Startplätze       | Independiente del Valle (Q-1)        | Zweitbestes nicht qualifiziertes Team aus der Gesamttabelle                              | Q-2                     |
| Kolumbien 4 + 1 Startplätze | Atlético Nacional                    | Copa Libertadores 2016 Sieger                                                            | 4. Gruppenphase         |
| Kolumbien 4 + 1 Startplätze | Independiente Medellín               | Apertura 2016 Sieger                                                                     | 3. Gruppenphase         |
| Kolumbien 4 + 1 Startplätze | Independiente Santa Fe               | Meister der Finalización 2016                                                            | 3. Gruppenphase         |
| Kolumbien 4 + 1 Startplätze | Millonarios FC (Q-2)                 | Bestes nicht qualifiziertes Team aus der Gesamttabelle                                   | Q-2                     |
| Kolumbien 4 + 1 Startplätze | Atlético Junior (Q-2)                | Zweitbestes nicht qualifiziertes Team aus der Gesamttabelle                              | Q-3 (Copa Sudamericana) |
| Paraguay 4 Startplätze      | Club Libertad                        | Meister der Apertura 2016                                                                | 3. Gruppenphase         |
| Paraguay 4 Startplätze      | Club Guaraní                         | Meister der Clausura 2016                                                                | Achtelfinale            |
| Paraguay 4 Startplätze      | Club Olimpia (Q-2)                   | Bestes nicht qualifiziertes Team aus der Gesamttabelle                                   | Q-3 (Copa Sudamericana) |
| Paraguay 4 Startplätze      | Deportivo Capiatá (Q-1)              | Zweitbestes nicht qualifiziertes Team aus der Gesamttabelle                              | Q-3                     |
| Peru 4 Startplätze          | Sporting Cristal                     | Meister 2016                                                                             | 4. Gruppenphase         |
| Peru 4 Startplätze          | FBC Melgar                           | Zweiter 2016                                                                             | 4. Gruppenphase         |
| Peru 4 Startplätze          | Universitario de Deportes (Q-2)      | Dritter 2016                                                                             | Q-2                     |
| Peru 4 Startplätze          | Deportivo Municipal (Q-1)            | Vierter 2016                                                                             | Q-1                     |
| Uruguay 4 Startplätze       | Peñarol Montevideo                   | Meister 2016                                                                             | 4. Gruppenphase         |
| Uruguay 4 Startplätze       | Nacional Montevideo                  | Zweiter 2016                                                                             | Achtelfinale            |
| Uruguay 4 Startplätze       | CA Cerro (Q-2)                       | Bestes nicht qualifiziertes Team aus der Gesamttabelle                                   | Q-2                     |
| Uruguay 4 Startplätze       | Montevideo Wanderers (Q-1)           | Zweitbestes nicht qualifiziertes Team aus der Gesamttabelle                              | Q-2                     |
| Venezuela 4 Startplätze     | Zamora FC                            | Meister 2016                                                                             | 4. Gruppenphase         |
| Venezuela 4 Startplätze     | Zulia FC                             | Zweiter 2016                                                                             | 4. Gruppenphase         |
| Venezuela 4 Startplätze     | Carabobo FC (Q-2)                    | Bestplatzierter Nichtfinalist 2015                                                       | Q-2                     |
| Venezuela 4 Startplätze     | Deportivo Táchira FC (Q-1)           | Zweitbestes nicht qualifiziertes Team aus der Gesamttabelle                              | Q-1                     |

## Auslosung
Die Auslosungen für die Spiele in der Qualifikations- sowie der Gruppenphase fanden am 21. Dezember 2016 im CONMEBOL Convention Center in Luque (Paraguay) statt. Die Teams wurden gemäß ihrem CONMEBOL-Ranking in der Copa Libertadores gesetzt. Dabei fanden drei Faktoren Berücksichtigung:
- Performance in den letzten 10 Jahren, unter Berücksichtigung der Copa Libertadores Ergebnisse im Zeitraum 2007–2016
- Historischer Koeffizient, unter Berücksichtigung der Copa Libertadores Ergebnisse im Zeitraum 1960–2006
- Landesmeisterschaft mit Bonus-Punkten an Landesmeister der letzten 10 Jahre

Ausgelost wurden die erste und zweite Qualifikationsrunde sowie die Gruppenphase. Für die dritte Runde der Qualifikation wurde keine Auslosung vorgenommen, die Paarungen wurden vorab festgelegt. Die in den Klammern angegebenen Zahlen sind das Ergebnis des CONMEBOL-Rankings.
Auslosung erste Qualifikationsrunde
Für die erste Qualifikationsrunde wurden sechs Mannschaften in drei Paarungen gezogen:
| Gesetzte Mannschaften                                                            | Nicht gesetzte Mannschaften                                           |
| Independiente del Valle (24) Deportivo Táchira FC (43) Montevideo Wanderers (63) | Universitario de Sucre (68) Deportivo Capiatá - Deportivo Municipal - |

Auslosung zweite Qualifikationsrunde
Für die zweite Qualifikationsrunde wurden acht Paarungen ermittelt. Dabei konnten Mannschaften aus denselben Mitgliedsverbänden nicht aufeinander treffen. Eine Ausnahme bilden die Qualifikanten aus der ersten Runde. Da diese zum Zeitpunkt der Auslosung nicht feststanden, konnten sie in der zweiten Runde auf Mitglieder des eigenen Verbandes treffen.
| Gesetzte Mannschaften | Nicht gesetzte Mannschaften |
| Club Olimpia (10) CSD Colo-Colo (23) Club The Strongest (28) Universitario de Deportes (40) Unión Española (46) Atlético Junior (56) Millonarios FC (62) CD El Nacional (65) | Athletico Paranaense (71) Botafogo FR (79) CA Cerro (106) Atlético Tucumán - Carabobo FC - Qualifikant 1 Qualifikant 2 Qualifikant 3 |

Auslosung Gruppenphase
Für die Gruppenphase wurden die 32 Teams in acht Gruppen zu je vier Mannschaften aus jedem der vier Töpfe gezogen. Teams aus demselben Verband konnten nicht in dieselbe Gruppe gezogen werden, mit Ausnahme der Sieger der dritten Qualifikationsrunde, die Topf 4 zugewiesen wurden. Wie in der zweiten Qualifikationsrunde konnten diese Qualifikanten in der Gruppenphase auf Klubs ihres Verbandes treffen.
Atlético Nacional wurde als Titelverteidiger in Lostopf 1 gesetzt und Chapecoense als Sieger der Copa Sudamericana 2016 in Lostopf 2.
| Topf 1 | Topf 2 | Topf 3 | Topf 4 |
| Atlético Nacional (3) River Plate (2) Nacional Montevideo (4) Peñarol Montevideo (5) Atlético Mineiro (9) Grêmio Porto Alegre (12) CA San Lorenzo de Almagro (14) FC Santos (15) | Chapecoense - Estudiantes de La Plata (17) Club Sport Emelec (18) Club Libertad (21) Independiente Santa Fe (22) Palmeiras São Paulo (25) CD Universidad Católica (30) Club Guaraní (34) | Sporting Cristal (35) Flamengo Rio de Janeiro (37) Barcelona Sporting Club (39) CA Lanús (42) Zamora FC (66) Club Jorge Wilstermann (75) Independiente Medellín (77) CD Godoy Cruz (88) | FBC Melgar (104) Deportes Iquique (115) Sport Boys Warnes (182) Zulia FC - Qualifikant 12 Qualifikant 13 Qualifikant 14 Qualifikant 15 |

## Modus
Bei Punktgleichheit in der Gruppenphase war die Tordifferenz für das Weiterkommen maßgebend, dann die Anzahl der erzielten Tore, danach die der auswärts erzielten Treffer. Sind auch diese gleich, entschied das Los. In den K.-o.-Runden galt bei Punkt- und Torgleichheit ebenfalls die Auswärtstorregel. Ist deren Anzahl gleich folgte ohne Verlängerung sofort ein Elfmeterschießen.

## Qualifikation
Die Qualifikationsrunde fand in drei Stufen statt. Das erstgenannte Team hatte im Hinspiel Heimrecht, das zweite im Rückspiel.

### 1. Qualifikationsrunde
Die erste Qualifikationsrunde fand vom 23. bis 27. Januar statt.
|                        | Gesamt |                         | Hinspiel | Rückspiel |
| ---------------------- | ------ | ----------------------- | -------- | --------- |
| Universitario de Sucre | 5:7    | Montevideo Wanderers    | 3:2      | 2:5       |
| Deportivo Municipal    | 2:3    | Independiente del Valle | 0:1      | 2:2       |
| Deportivo Capiatá      | 1:0    | Deportivo Táchira FC    | 1:0      | 0:0       |

### 2. Qualifikationsrunde
Die Spiele der zweiten Qualifikationsrunde fanden zwischen dem 31. Januar und 9. Februar 2017 statt.
Wegen eines Problems mit einem Flug hatte das Rückspiel zwischen CD El Nacional und Atlético Tucumán mit eineinhalb Stunden Verspätung begonnen. Der Flug von Atlético Tucumán von Argentinien nach Quito, durfte wegen einer fehlenden Genehmigung nicht starten. Die Mannschaft nahm daraufhin einen anderen späteren Flug um eine Disqualifikation zu vermeiden. Obwohl ihre Verspätung mehr als die erlaubten 45 Minuten betrug, ließ der Conmebol das Spiel stattfinden. Allerdings hatten die Spieler ihre Ausrüstung nicht dabei, diese befand sich im nicht gestarteten Flugzeug. Der El Nacional bot ihnen seine Ausweichtrikots an. Atlético entschied sich aber für die Trikots der argentinischen U20-Nationalmannschaft, die für die U-20-Fußball-Südamerikameisterschaft 2017 in der Stadt war. Auch deren Schuhe mussten sich die Spieler leihen.
|                         | Gesamt          |                           | Hinspiel | Rückspiel |
| ----------------------- | --------------- | ------------------------- | -------- | --------- |
| Athletico Paranaense    | 1:1 (4:2 i. E.) | Millonarios FC            | 1:0      | 0:1       |
| Botafogo FR             | 3:2             | CSD Colo-Colo             | 2:1      | 1:1       |
| CA Cerro                | 2:5             | Unión Española            | 2:3      | 0:2       |
| Carabobo FC             | 0:4             | Atlético Junior           | 0:1      | 0:3       |
| Atlético Tucumán        | 3:2             | CD El Nacional            | 2:2      | 1:0       |
| Montevideo Wanderers    | 0:6             | Club The Strongest        | 0:2      | 0:4       |
| Independiente del Valle | 2:3             | Club Olimpia              | 1:0      | 1:3       |
| Deportivo Capiatá       | 4:3             | Universitario de Deportes | 1:3      | 3:0       |

### 3. Qualifikationsrunde
Die Spiele der dritten Qualifikationsrunde fanden zwischen dem 15. und 23. Februar 2017 statt. Die zwei besten Verlierermannschaften nach Wertung der CONMEBOL qualifizieren sich für die Teilnahme an der Copa Sudamericana 2017.
|                      | Gesamt          |                    | Hinspiel | Rückspiel |
| -------------------- | --------------- | ------------------ | -------- | --------- |
| Athletico Paranaense | 4:3             | Deportivo Capiatá  | 3:3      | 1:0       |
| Botafogo FR          | 1:1 (3:1 i. E.) | Club Olimpia       | 1:0      | 0:1       |
| Unión Española       | 1:6             | Club The Strongest | 1:1      | 0:5       |
| Atlético Junior      | 2:3             | Atlético Tucumán   | 1:0      | 1:3       |

### Qualifikationstabelle für die Copa Sudamericana 2017
| Pl. | Verein            | Sp. | S | U | N | Tore    | Diff. | Punkte |
| --- | ----------------- | --- | - | - | - | ------- | ----- | ------ |
| 1.  | Club Olimpia      | 2   | 1 | 0 | 1 | 001:100 | ±0    | 03     |
| 2.  | Atlético Junior   | 2   | 1 | 0 | 1 | 002:300 | −1    | 03     |
| 3.  | Deportivo Capiatá | 2   | 0 | 1 | 1 | 003:400 | −1    | 01     |
| 4.  | Unión Española    | 2   | 0 | 1 | 1 | 001:600 | −5    | 01     |

## Gruppenphase
Die Gruppenphase startete am 7. März und endete am 25. Mai 2017.

### Gruppe 1
| Pl. | Verein                  | Sp. | S | U | N | Tore    | Diff. | Punkte |
| --- | ----------------------- | --- | - | - | - | ------- | ----- | ------ |
| 1.  | Botafogo FR             | 6   | 3 | 1 | 2 | 006:500 | +1    | 10     |
| 2.  | Barcelona Sporting Club | 6   | 3 | 1 | 2 | 008:800 | ±0    | 10     |
| 3.  | Estudiantes de La Plata | 6   | 3 | 0 | 3 | 007:800 | −1    | 09     |
| 4.  | Atlético Nacional (M)   | 6   | 2 | 0 | 4 | 008:800 | ±0    | 06     |

| (M) | Meister des Vorjahres |

| Spiel       | Datum     | Stadion                            | Mannschaft 1            | Ergebnis  | Mannschaft 2            |
| ----------- | --------- | ---------------------------------- | ----------------------- | --------- | ----------------------- |
| 1. Spieltag | 14. März  | Estadio Monumental Banco Pichincha | Barcelona Sporting Club | 2:1 (2:1) | Atlético Nacional       |
| 1. Spieltag | 14. März  | Estádio Olímpico Nilton Santos     | Botafogo FR             | 2:1 (1:0) | Estudiantes de La Plata |
| 2. Spieltag | 11. April | Estadio Jorge Luis Hirschi         | Estudiantes de La Plata | 0:2 (0:0) | Barcelona Sporting Club |
| 2. Spieltag | 13. April | Estadio Atanasio Girardot          | Atlético Nacional       | 0:2 (0:1) | Botafogo FR             |
| 3. Spieltag | 19. April | Estadio Jorge Luis Hirschi         | Estudiantes de La Plata | 1:0 (1:0) | Atlético Nacional       |
| 3. Spieltag | 20. April | Estadio Monumental Banco Pichincha | Barcelona Sporting Club | 1:1 (1:0) | Botafogo FR             |
| 4. Spieltag | 2. Mai    | Estadio Atanasio Girardot          | Atlético Nacional       | 4:1 (2:0) | Estudiantes de La Plata |
| 4. Spieltag | 2. Mai    | Estádio Olímpico Nilton Santos     | Botafogo FR             | 0:2 (0:2) | Barcelona Sporting Club |
| 5. Spieltag | 17. Mai   | Estadio Monumental Banco Pichincha | Barcelona Sporting Club | 0:3 (0:1) | Estudiantes de La Plata |
| 5. Spieltag | 18. Mai   | Estádio Olímpico Nilton Santos     | Botafogo FR             | 1:0 (0:0) | Atlético Nacional       |
| 6. Spieltag | 25. Mai   | Estadio Atanasio Girardot          | Atlético Nacional       | 3:1 (2:1) | Barcelona Sporting Club |
| 6. Spieltag | 25. Mai   | Estadio Jorge Luis Hirschi         | Estudiantes de La Plata | 1:0 (1:0) | Botafogo FR             |

### Gruppe 2
| Pl. | Verein                 | Sp. | S | U | N | Tore    | Diff. | Punkte |
| --- | ---------------------- | --- | - | - | - | ------- | ----- | ------ |
| 1.  | FC Santos              | 6   | 3 | 3 | 0 | 011:400 | +7    | 12     |
| 2.  | Club The Strongest     | 6   | 2 | 3 | 1 | 009:500 | +4    | 09     |
| 3.  | Independiente Santa Fe | 6   | 2 | 2 | 2 | 008:600 | +2    | 08     |
| 4.  | Sporting Cristal       | 6   | 0 | 2 | 4 | 002:150 | −13   | 02     |

| Spiel       | Datum     | Stadion                  | Mannschaft 1           | Ergebnis  | Mannschaft 2           |
| ----------- | --------- | ------------------------ | ---------------------- | --------- | ---------------------- |
| 1. Spieltag | 9. März   | Estadio Alberto Gallardo | Sporting Cristal       | 1:1 (1:0) | FC Santos              |
| 1. Spieltag | 9. März   | Estadio Hernando Siles   | Club The Strongest     | 2:0 (0:0) | Independiente Santa Fe |
| 2. Spieltag | 16. März  | Estadio Nemesio Camacho  | Independiente Santa Fe | 3:0 (1:0) | Sporting Cristal       |
| 2. Spieltag | 16. März  | Estádio Urbano Caldeira  | FC Santos              | 2:0 (1:0) | Club The Strongest     |
| 3. Spieltag | 18. April | Estadio Alberto Gallardo | Sporting Cristal       | 0:0       | Club The Strongest     |
| 3. Spieltag | 19. April | Estadio Nemesio Camacho  | Independiente Santa Fe | 0:0       | FC Santos              |
| 4. Spieltag | 4. Mai    | Estádio Urbano Caldeira  | FC Santos              | 3:2 (2:2) | Independiente Santa Fe |
| 4. Spieltag | 4. Mai    | Estadio Hernando Siles   | Club The Strongest     | 5:1 (3:0) | Sporting Cristal       |
| 5. Spieltag | 18. Mai   | Estadio Alberto Gallardo | Sporting Cristal       | 0:2 (0:1) | Independiente Santa Fe |
| 5. Spieltag | 18. Mai   | Estadio Hernando Siles   | Club The Strongest     | 1:1 (1:0) | FC Santos              |
| 6. Spieltag | 23. Mai   | Estádio Urbano Caldeira  | FC Santos              | 4:0 (2:0) | Sporting Cristal       |
| 6. Spieltag | 23. Mai   | Estadio Nemesio Camacho  | Independiente Santa Fe | 1:1 (0:0) | Club The Strongest     |

### Gruppe 3
| Pl. | Verein                 | Sp. | S | U | N | Tore    | Diff. | Punkte |
| --- | ---------------------- | --- | - | - | - | ------- | ----- | ------ |
| 1.  | River Plate            | 6   | 4 | 1 | 1 | 014:900 | +5    | 13     |
| 2.  | Club Sport Emelec      | 6   | 3 | 1 | 2 | 008:500 | +3    | 10     |
| 3.  | Independiente Medellín | 6   | 3 | 0 | 3 | 008:800 | ±0    | 09     |
| 4.  | FBC Melgar             | 6   | 1 | 0 | 5 | 006:140 | −8    | 03     |

| Spiel       | Datum     | Stadion                                     | Mannschaft 1           | Ergebnis  | Mannschaft 2           |
| ----------- | --------- | ------------------------------------------- | ---------------------- | --------- | ---------------------- |
| 1. Spieltag | 14. März  | Estadio Monumental de la UNSA               | FBC Melgar             | 1:0 (0:0) | Club Sport Emelec      |
| 1. Spieltag | 15. März  | Estadio Atanasio Girardot                   | Independiente Medellín | 1:3 (0:2) | River Plate            |
| 2. Spieltag | 13. April | Estadio George Capwell                      | Club Sport Emelec      | 1:0 (0:0) | Independiente Medellín |
| 2. Spieltag | 13. April | Estadio Monumental Antonio Vespucio Liberti | River Plate            | 4:2 (3:2) | FBC Melgar             |
| 3. Spieltag | 20. April | Estadio Atanasio Girardot                   | Independiente Medellín | 2:0 (1:0) | FBC Melgar             |
| 3. Spieltag | 27. April | Estadio George Capwell                      | Club Sport Emelec      | 1:2 (1:1) | River Plate            |
| 4. Spieltag | 26. April | Estadio Monumental de la UNSA               | FBC Melgar             | 1:2 (0:0) | Independiente Medellín |
| 4. Spieltag | 10. Mai   | Estadio Monumental Antonio Vespucio Liberti | River Plate            | 1:1 (0:0) | Club Sport Emelec      |
| 5. Spieltag | 16. Mai   | Estadio Atanasio Girardot                   | Independiente Medellín | 1:2 (1:2) | Club Sport Emelec      |
| 5. Spieltag | 18. Mai   | Estadio Monumental de la UNSA               | FBC Melgar             | 2:3 (1:2) | River Plate            |
| 6. Spieltag | 25. Mai   | Estadio Monumental Antonio Vespucio Liberti | River Plate            | 1:2 (0:0) | Independiente Medellín |
| 6. Spieltag | 25. Mai   | Estadio George Capwell                      | Club Sport Emelec      | 3:0 (1:0) | FBC Melgar             |

### Gruppe 4
| Pl. | Verein                               | Sp. | S | U | N | Tore    | Diff. | Punkte |
| --- | ------------------------------------ | --- | - | - | - | ------- | ----- | ------ |
| 1.  | Club Atlético San Lorenzo de Almagro | 6   | 3 | 1 | 2 | 008:900 | −1    | 10     |
| 2.  | Athletico Paranaense                 | 6   | 3 | 1 | 2 | 009:100 | −1    | 10     |
| 3.  | Flamengo Rio de Janeiro              | 6   | 3 | 0 | 3 | 011:700 | +4    | 09     |
| 4.  | CD Universidad Católica              | 6   | 1 | 2 | 3 | 009:100 | −1    | 05     |

| Spiel       | Datum     | Stadion                         | Mannschaft 1                         | Ergebnis  | Mannschaft 2                         |
| ----------- | --------- | ------------------------------- | ------------------------------------ | --------- | ------------------------------------ |
| 1. Spieltag | 7. März   | Arena da Baixada                | Athletico Paranaense                 | 2:2 (1:0) | CD Universidad Católica              |
| 1. Spieltag | 8. März   | Maracanã                        | Flamengo Rio de Janeiro              | 4:0 (0:0) | Club Atlético San Lorenzo de Almagro |
| 2. Spieltag | 15. März  | Estadio San Carlos de Apoquindo | CD Universidad Católica              | 1:0 (0:0) | Flamengo Rio de Janeiro              |
| 2. Spieltag | 15. März  | Estadio Pedro Bidegain          | Club Atlético San Lorenzo de Almagro | 0:1 (0:1) | Athletico Paranaense                 |
| 3. Spieltag | 12. April | Estadio San Carlos de Apoquindo | CD Universidad Católica              | 1:1 (0:1) | Club Atlético San Lorenzo de Almagro |
| 3. Spieltag | 12. April | Maracanã                        | Flamengo Rio de Janeiro              | 2:1 (2:0) | Athletico Paranaense                 |
| 4. Spieltag | 25. April | Estadio Pedro Bidegain          | Club Atlético San Lorenzo de Almagro | 2:1 (1:0) | CD Universidad Católica              |
| 4. Spieltag | 26. April | Arena da Baixada                | Athletico Paranaense                 | 2:1 (1:0) | Flamengo Rio de Janeiro              |
| 5. Spieltag | 3. Mai    | Maracanã                        | Flamengo Rio de Janeiro              | 3:1 (0:0) | CD Universidad Católica              |
| 5. Spieltag | 3. Mai    | Arena da Baixada                | Athletico Paranaense                 | 0:3 (0:1) | Club Atlético San Lorenzo de Almagro |
| 6. Spieltag | 17. Mai   | Estadio Pedro Bidegain          | Club Atlético San Lorenzo de Almagro | 2:1 (0:1) | Flamengo Rio de Janeiro              |
| 6. Spieltag | 17. Mai   | Estadio San Carlos de Apoquindo | CD Universidad Católica              | 2:3 (1:0) | Athletico Paranaense                 |

### Gruppe 5
| Pl. | Verein                 | Sp. | S | U | N | Tore    | Diff. | Punkte |
| --- | ---------------------- | --- | - | - | - | ------- | ----- | ------ |
| 1.  | Palmeiras São Paulo    | 6   | 4 | 1 | 1 | 013:900 | +4    | 13     |
| 2.  | Club Jorge Wilstermann | 6   | 3 | 0 | 3 | 012:100 | +2    | 09     |
| 3.  | Atlético Tucumán       | 6   | 2 | 1 | 3 | 007:100 | −3    | 07     |
| 4.  | Peñarol Montevideo     | 6   | 2 | 0 | 4 | 011:170 | −6    | 06     |

| Spiel       | Datum     | Stadion                        | Mannschaft 1           | Ergebnis  | Mannschaft 2           |
| ----------- | --------- | ------------------------------ | ---------------------- | --------- | ---------------------- |
| 1. Spieltag | 7. März   | Estadio Félix Capriles         | Club Jorge Wilstermann | 6:2 (3:0) | Peñarol Montevideo     |
| 1. Spieltag | 8. März   | Estadio Monumental José Fierro | Atlético Tucumán       | 1:1 (1:1) | Palmeiras São Paulo    |
| 2. Spieltag | 15. März  | Allianz Parque                 | Palmeiras São Paulo    | 1:0 (0:0) | Club Jorge Wilstermann |
| 2. Spieltag | 16. März  | Estadio Campeón del Siglo      | Peñarol Montevideo     | 2:1 (0:0) | Atlético Tucumán       |
| 3. Spieltag | 11. April | Estadio Félix Capriles         | Club Jorge Wilstermann | 2:1 (0:0) | Atlético Tucumán       |
| 3. Spieltag | 12. April | Allianz Parque                 | Palmeiras São Paulo    | 3:2 (0:1) | Peñarol Montevideo     |
| 4. Spieltag | 25. April | Estadio Monumental José Fierro | Atlético Tucumán       | 2:1 (0:0) | Club Jorge Wilstermann |
| 4. Spieltag | 26. April | Estadio Campeón del Siglo      | Peñarol Montevideo     | 2:3 (2:0) | Palmeiras São Paulo    |
| 5. Spieltag | 2. Mai    | Estadio Monumental José Fierro | Atlético Tucumán       | 2:1 (0:0) | Peñarol Montevideo     |
| 5. Spieltag | 3. Mai    | Estadio Félix Capriles         | Club Jorge Wilstermann | 3:2 (2:1) | Palmeiras São Paulo    |
| 6. Spieltag | 24. Mai   | Estadio Campeón del Siglo      | Peñarol Montevideo     | 2:0 (2:0) | Club Jorge Wilstermann |
| 6. Spieltag | 24. Mai   | Allianz Parque                 | Palmeiras São Paulo    | 3:1 (1:0) | Atlético Tucumán       |

### Gruppe 6
| Pl. | Verein            | Sp. | S | U | N | Tore    | Diff. | Punkte |
| --- | ----------------- | --- | - | - | - | ------- | ----- | ------ |
| 1.  | Atlético Mineiro  | 6   | 4 | 1 | 1 | 017:600 | +11   | 13     |
| 2.  | CD Godoy Cruz     | 6   | 3 | 2 | 1 | 010:800 | +2    | 11     |
| 3.  | Club Libertad     | 6   | 1 | 3 | 2 | 007:900 | −2    | 06     |
| 4.  | Sport Boys Warnes | 6   | 0 | 2 | 4 | 008:190 | −11   | 02     |

| Spiel       | Datum     | Stadion                            | Mannschaft 1      | Ergebnis  | Mannschaft 2      |
| ----------- | --------- | ---------------------------------- | ----------------- | --------- | ----------------- |
| 1. Spieltag | 8. März   | Estadio Feliciano Gambarte         | CD Godoy Cruz     | 1:1 (1:0) | Atlético Mineiro  |
| 1. Spieltag | 8. März   | Estadio Malvinas Argentinas        | Sport Boys Warnes | 3:3 (1:1) | Club Libertad     |
| 2. Spieltag | 11. April | Estadio Dr. Nicolás Leoz           | Club Libertad     | 1:2 (1:1) | CD Godoy Cruz     |
| 2. Spieltag | 13. April | Estádio Governador Magalhães Pinto | Atlético Mineiro  | 5:2 (1:1) | Sport Boys Warnes |
| 3. Spieltag | 19. April | Estadio Dr. Nicolás Leoz           | Club Libertad     | 1:0 (1:0) | Atlético Mineiro  |
| 3. Spieltag | 20. April | Estadio Feliciano Gambarte         | CD Godoy Cruz     | 2:0 (0:0) | Sport Boys Warnes |
| 4. Spieltag | 26. April | Estádio Governador Magalhães Pinto | Atlético Mineiro  | 2:0 (0:0) | Club Libertad     |
| 4. Spieltag | 27. April | Estadio Samuel Vaca Jiménez        | Sport Boys Warnes | 1:3 (0:1) | CD Godoy Cruz     |
| 5. Spieltag | 3. Mai    | Estadio Samuel Vaca Jiménez        | Sport Boys Warnes | 1:5 (1:2) | Atlético Mineiro  |
| 5. Spieltag | 4. Mai    | Estadio Feliciano Gambarte         | CD Godoy Cruz     | 1:1 (1:1) | Club Libertad     |
| 6. Spieltag | 16. Mai   | Estádio Governador Magalhães Pinto | Atlético Mineiro  | 4:1 (3:0) | CD Godoy Cruz     |
| 6. Spieltag | 16. Mai   | Estadio Dr. Nicolás Leoz           | Club Libertad     | 1:1 (1:0) | Sport Boys Warnes |

### Gruppe 7
| Pl. | Verein              | Sp. | S | U | N | Tore    | Diff. | Punkte |
| --- | ------------------- | --- | - | - | - | ------- | ----- | ------ |
| 1.  | CA Lanús            | 6   | 4 | 1 | 1 | 013:300 | +10   | 13     |
| 2.  | Nacional Montevideo | 6   | 2 | 2 | 2 | 005:300 | +2    | 08     |
| 3.  | Chapecoense         | 6   | 2 | 1 | 3 | 006:120 | −6    | 07     |
| 4.  | Zulia FC            | 6   | 1 | 2 | 3 | 004:100 | −6    | 05     |

| Spiel       | Datum     | Stadion                                     | Mannschaft 1        | Ergebnis  | Mannschaft 2        |
| ----------- | --------- | ------------------------------------------- | ------------------- | --------- | ------------------- |
| 1. Spieltag | 7. März   | Estadio José Encarnación Romero             | Zulia FC            | 1:2 (0:1) | Chapecoense         |
| 1. Spieltag | 9. März   | Estadio Ciudad de Lanús – Néstor Díaz Pérez | CA Lanús            | 0:1 (0:1) | Nacional Montevideo |
| 2. Spieltag | 15. März  | Estadio Gran Parque Central                 | Nacional Montevideo | 0:1 (0:1) | Zulia FC            |
| 2. Spieltag | 16. März  | Arena Condá                                 | Chapecoense         | 1:3 (0:0) | CA Lanús            |
| 3. Spieltag | 18. April | Arena Condá                                 | Chapecoense         | 1:1 (1:1) | Nacional Montevideo |
| 3. Spieltag | 18. April | Estadio Ciudad de Lanús – Néstor Díaz Pérez | CA Lanús            | 5:0 (1:0) | Zulia FC            |
| 4. Spieltag | 27. April | Estadio Gran Parque Central                 | Nacional Montevideo | 3:0 (1:0) | Chapecoense         |
| 4. Spieltag | 27. April | Estadio José Encarnación Romero             | Zulia FC            | 1:1 (1:0) | CA Lanús            |
| 5. Spieltag | 16. Mai   | Estadio José Encarnación Romero             | Zulia FC            | 0:0       | Nacional Montevideo |
| 5. Spieltag | 17. Mai   | Estadio Ciudad de Lanús – Néstor Díaz Pérez | CA Lanús            | 1:2 (0:1) | Chapecoense         |
| 6. Spieltag | 23. Mai   | Estadio Gran Parque Central                 | Nacional Montevideo | 0:1 (0:1) | CA Lanús            |
| 6. Spieltag | 23. Mai   | Arena Condá                                 | Chapecoense         | 2:1 (0:1) | Zulia FC            |

### Gruppe 8
| Pl. | Verein              | Sp. | S | U | N | Tore    | Diff. | Punkte |
| --- | ------------------- | --- | - | - | - | ------- | ----- | ------ |
| 1.  | Grêmio Porto Alegre | 6   | 4 | 1 | 1 | 015:600 | +9    | 13     |
| 2.  | Club Guaraní        | 6   | 3 | 2 | 1 | 009:700 | +2    | 11     |
| 3.  | Deportes Iquique    | 6   | 3 | 1 | 2 | 012:900 | +3    | 10     |
| 4.  | Zamora FC           | 6   | 0 | 0 | 6 | 006:200 | −14   | 0      |

| Spiel       | Datum     | Stadion                     | Mannschaft 1        | Ergebnis  | Mannschaft 2        |
| ----------- | --------- | --------------------------- | ------------------- | --------- | ------------------- |
| 1. Spieltag | 7. März   | Estadio Tierra de Campeones | Deportes Iquique    | 0:1 (0:0) | Club Guaraní        |
| 1. Spieltag | 9. März   | Estadio Agustín Tovar       | Zamora FC           | 0:2 (0:0) | Grêmio Porto Alegre |
| 2. Spieltag | 11. April | Arena do Grêmio             | Grêmio Porto Alegre | 3:2 (3:0) | Deportes Iquique    |
| 2. Spieltag | 12. April | Estadio Rogelio Livieres    | Club Guaraní        | 3:1 (1:1) | Zamora FC           |
| 3. Spieltag | 19. April | Estadio Agustín Tovar       | Zamora FC           | 1:4 (0:2) | Deportes Iquique    |
| 3. Spieltag | 20. April | Estadio Rogelio Livieres    | Club Guaraní        | 1:1 (0:0) | Grêmio Porto Alegre |
| 4. Spieltag | 25. April | Estadio Tierra de Campeones | Deportes Iquique    | 4:3 (1:0) | Zamora FC           |
| 4. Spieltag | 27. April | Arena do Grêmio             | Grêmio Porto Alegre | 4:1 (3:1) | Club Guaraní        |
| 5. Spieltag | 3. Mai    | Estadio Tierra de Campeones | Deportes Iquique    | 2:1 (1:1) | Grêmio Porto Alegre |
| 5. Spieltag | 4. Mai    | Estadio Agustín Tovar       | Zamora FC           | 1:3 (1:2) | Club Guaraní        |
| 6. Spieltag | 25. Mai   | Arena do Grêmio             | Grêmio Porto Alegre | 4:0 (3:0) | Zamora FC           |
| 6. Spieltag | 25. Mai   | Estadio Rogelio Livieres    | Club Guaraní        | 0:0       | Deportes Iquique    |

## Finalrunde

### Auslosung
Für das Achtelfinale qualifizierten sich jeweils der Erste und Zweite jeder Gruppe. Das Reglement ab dem Achtelfinale wurde im Vergleich zu den Vorjahren verändert. Bis dato wurden die Gruppenersten und -zweiten ermittelt. Die Spiele wurden nicht ausgelost, sondern über eine Setzliste bestimmt. Als Kriterien galten die erzielten Punkte und das Torverhältnis aus der Gruppenphase. An die acht Gruppensieger wurden entsprechend ihrer Rangfolge die Startnummern 1 bis 8 vergeben, der beste Gruppensieger erhielt also die 1, der zweitbeste Gruppensieger die 2 usw. Die acht Gruppenzweiten erhielten die Startnummern 9 bis 16. Im Achtelfinale spielen dann 1 – 16, 2 – 15, 3 – 14 …, also der beste Gruppenerste gegen den schlechtesten Gruppenzweiten usw.
Ab dieser Saison werden die Paarungen der Gruppenersten und -zweiten ausgelost. Die Auslosung fand am 14. Juni 2017 statt.
| Gruppe   | Topf A Gruppensieger                 | Topf B Zweitplatzierte  |
| -------- | ------------------------------------ | ----------------------- |
| Gruppe 1 | Botafogo FR                          | Barcelona Sporting Club |
| Gruppe 2 | FC Santos                            | Club The Strongest      |
| Gruppe 3 | River Plate                          | Club Sport Emelec       |
| Gruppe 4 | Club Atlético San Lorenzo de Almagro | Athletico Paranaense    |
| Gruppe 5 | Palmeiras São Paulo                  | Club Jorge Wilstermann  |
| Gruppe 6 | Atlético Mineiro                     | CD Godoy Cruz           |
| Gruppe 7 | CA Lanús                             | Nacional Montevideo     |
| Gruppe 8 | Grêmio Porto Alegre                  | Club Guaraní            |

### Turnierplan
|  | Achtelfinale           | Achtelfinale           | Achtelfinale |                |   | Viertelfinale | Viertelfinale | Viertelfinale |  |  | Halbfinale | Halbfinale | Halbfinale |  |  | Finale | Finale | Finale |
|  |                        |                        |              |                |   |               |               |               |  |  |            |            |            |  |  |        |        |        |
|  | Club Guaraní           | 0                      | 1            |                |   |               |               |               |  |  |            |            |            |  |  |        |        |        |
|  | River Plate            | 2                      | 1            |                |   |               |               |               |  |  |            |            |            |  |  |        |        |        |
|  | River Plate            | 2                      | 1            | River Plate    | 0 | 8             |               |               |  |  |            |            |            |  |  |        |        |        |
|  |                        |                        |              | River Plate    | 0 | 8             |               |               |  |  |            |            |            |  |  |        |        |        |
|  |                        | Club Jorge Wilstermann | 3            | 0              |   |               |               |               |  |  |            |            |            |  |  |        |        |        |
|  | Club Jorge Wilstermann | Club Jorge Wilstermann | 3            | 0              | 1 | 0             |               |               |  |  |            |            |            |  |  |        |        |        |
|  | Club Jorge Wilstermann |                        |              |                | 1 | 0             |               |               |  |  |            |            |            |  |  |        |        |        |
|  | Atlético Mineiro       | 0                      | 0            |                |   |               |               |               |  |  |            |            |            |  |  |        |        |        |
|  | Atlético Mineiro       | 0                      | 0            | River Plate    | 1 | 2             |               |               |  |  |            |            |            |  |  |        |        |        |
|  |                        |                        |              |                |   |               |               |               |  |  |            |            |            |  |  |        |        |        |
|  |                        | CA Lanús               | 0            | 4              |   |               |               |               |  |  |            |            |            |  |  |        |        |        |
|  | Club Sport Emelec      | CA Lanús               | 0            | 4              | 0 | 1 (4)         |               |               |  |  |            |            |            |  |  |        |        |        |
|  | Club Sport Emelec      |                        |              |                | 0 | 1 (4)         |               |               |  |  |            |            |            |  |  |        |        |        |
|  | CA San Lorenzo         | 1                      | 0 (5)        |                |   |               |               |               |  |  |            |            |            |  |  |        |        |        |
|  | CA San Lorenzo         | 1                      | 0 (5)        | CA San Lorenzo | 2 | 0 (3)         |               |               |  |  |            |            |            |  |  |        |        |        |
|  |                        |                        |              | CA San Lorenzo | 2 | 0 (3)         |               |               |  |  |            |            |            |  |  |        |        |        |
|  |                        | CA Lanús               | 0            | 2 (4)          |   |               |               |               |  |  |            |            |            |  |  |        |        |        |
|  | Club The Strongest     | CA Lanús               | 0            | 2 (4)          | 1 | 0             |               |               |  |  |            |            |            |  |  |        |        |        |
|  | Club The Strongest     |                        |              |                | 1 | 0             |               |               |  |  |            |            |            |  |  |        |        |        |
|  | CA Lanús               | 1                      | 1            |                |   |               |               |               |  |  |            |            |            |  |  |        |        |        |
|  | CA Lanús               | 1                      | 1            | CA Lanús       | 0 | 1             |               |               |  |  |            |            |            |  |  |        |        |        |
|  |                        |                        |              |                |   |               |               |               |  |  |            |            |            |  |  |        |        |        |
|  |                        | Grêmio Porto Alegre    | 1            | 2              |   |               |               |               |  |  |            |            |            |  |  |        |        |        |
|  | Athletico Paranaense   | Grêmio Porto Alegre    | 1            | 2              | 2 | 0             |               |               |  |  |            |            |            |  |  |        |        |        |
|  | Athletico Paranaense   |                        |              |                | 2 | 0             |               |               |  |  |            |            |            |  |  |        |        |        |
|  | FC Santos              | 3                      | 1            |                |   |               |               |               |  |  |            |            |            |  |  |        |        |        |
|  | FC Santos              | 3                      | 1            | FC Santos      | 1 | 0             |               |               |  |  |            |            |            |  |  |        |        |        |
|  |                        |                        |              | FC Santos      | 1 | 0             |               |               |  |  |            |            |            |  |  |        |        |        |
|  |                        | Barcelona SC           | 1            | 1              |   |               |               |               |  |  |            |            |            |  |  |        |        |        |
|  | Barcelona SC           | Barcelona SC           | 1            | 1              | 1 | 0 (5)         |               |               |  |  |            |            |            |  |  |        |        |        |
|  | Barcelona SC           |                        |              |                | 1 | 0 (5)         |               |               |  |  |            |            |            |  |  |        |        |        |
|  | Palmeiras São Paulo    | 0                      | 1 (4)        |                |   |               |               |               |  |  |            |            |            |  |  |        |        |        |
|  | Palmeiras São Paulo    | 0                      | 1 (4)        | Barcelona SC   | 0 | 1             |               |               |  |  |            |            |            |  |  |        |        |        |
|  |                        |                        |              |                |   |               |               |               |  |  |            |            |            |  |  |        |        |        |
|  |                        | Grêmio Porto Alegre    | 3            | 0              |   |               |               |               |  |  |            |            |            |  |  |        |        |        |
|  | Nacional Montevideo    | Grêmio Porto Alegre    | 3            | 0              | 0 | 0             |               |               |  |  |            |            |            |  |  |        |        |        |
|  | Nacional Montevideo    |                        |              |                | 0 | 0             |               |               |  |  |            |            |            |  |  |        |        |        |
|  | Botafogo FR            | 1                      | 2            |                |   |               |               |               |  |  |            |            |            |  |  |        |        |        |
|  | Botafogo FR            | 1                      | 2            | Botafogo FR    | 0 | 0             |               |               |  |  |            |            |            |  |  |        |        |        |
|  |                        |                        |              | Botafogo FR    | 0 | 0             |               |               |  |  |            |            |            |  |  |        |        |        |
|  |                        | Grêmio Porto Alegre    | 0            | 1              |   |               |               |               |  |  |            |            |            |  |  |        |        |        |
|  | CD Godoy Cruz          | Grêmio Porto Alegre    | 0            | 1              | 0 | 1             |               |               |  |  |            |            |            |  |  |        |        |        |
|  | CD Godoy Cruz          |                        |              |                | 0 | 1             |               |               |  |  |            |            |            |  |  |        |        |        |
|  | Grêmio Porto Alegre    | 1                      | 2            |                |   |               |               |               |  |  |            |            |            |  |  |        |        |        |

### Achtelfinale
Die Hinspiele fanden zwischen dem 4. und 6. Juli und die Rückspiele zwischen dem 8. und 10. August 2017 statt.
|                         | Gesamt          |                           | Hinspiel | Rückspiel |
| ----------------------- | --------------- | ------------------------- | -------- | --------- |
| Club Guaraní            | 1:3             | River Plate               | 0:2      | 1:1       |
| Club Jorge Wilstermann  | 1:0             | Atlético Mineiro          | 1:0      | 0:0       |
| Club Sport Emelec       | 1:1 (4:5 i. E.) | CA San Lorenzo de Almagro | 0:1      | 1:0       |
| Club The Strongest      | 1:2             | CA Lanús                  | 1:1      | 0:1       |
| Athletico Paranaense    | 2:4             | FC Santos                 | 2:3      | 0:1       |
| Barcelona Sporting Club | 1:1 (5:4 i. E.) | Palmeiras São Paulo       | 1:0      | 0:1       |
| Nacional Montevideo     | 0:3             | Botafogo FR               | 0:1      | 0:2       |
| CD Godoy Cruz           | 1:3             | Grêmio Porto Alegre       | 0:1      | 1:2       |

### Viertelfinale
Die Hinspiele fanden am 13. und 14. September und die Rückspiele am 21. und 22. September 2017 statt.
|                           | Gesamt          |                     | Hinspiel | Rückspiel |
| ------------------------- | --------------- | ------------------- | -------- | --------- |
| Club Jorge Wilstermann    | 3:8             | River Plate         | 3:0      | 0:8       |
| CA San Lorenzo de Almagro | 2:2 (3:4 i. E.) | CA Lanús            | 2:0      | 0:2       |
| Barcelona Sporting Club   | 2:1             | FC Santos           | 1:1      | 1:0       |
| Botafogo FR               | 0:1             | Grêmio Porto Alegre | 0:0      | 0:1       |

### Halbfinale
Die Hinspiele fanden am 24. und 26. Oktober und die Rückspiele vom 31. Oktober bis 2. November 2017 statt. Am 11. Oktober 2017 gab der COMMEBOL bekannt, dass ab dem Halbfinale der Videobeweis als Hilfsmittel herangezogen wird. Mit Hilfe des Videobeweises sollen die Entscheidungen: Tor oder nicht Tor, Rote Karte oder nicht, sowie die Identifikation von Spielern erleichtert werden.
|                         | Gesamt |                     | Hinspiel | Rückspiel |
| ----------------------- | ------ | ------------------- | -------- | --------- |
| River Plate             | 3:4    | CA Lanús            | 1:0      | 2:4       |
| Barcelona Sporting Club | 1:3    | Grêmio Porto Alegre | 0:3      | 1:0       |

### Finale

#### Hinspiel
| Grêmio Porto Alegre                                                  | Grêmio Porto Alegre | CA Lanús | CA Lanús | Aufstellung                                    |
| -------------------------------------------------------------------- | --- | --- | -------- | ---------------------------------------------- |
| Grêmio Porto Alegre                                                  | \| 22. November 2017 um 21:45 (UTC−2) in Porto Alegre (Arena do Grêmio) \| \| Ergebnis: 1:0 (0:0) \| \| Zuschauer: 55.188 \| \| Schiedsrichter: Julio Bascuñán ( Chile) \| \| Spielbericht \| | \| 22. November 2017 um 21:45 (UTC−2) in Porto Alegre (Arena do Grêmio) \| \| Ergebnis: 1:0 (0:0) \| \| Zuschauer: 55.188 \| \| Schiedsrichter: Julio Bascuñán ( Chile) \| \| Spielbericht \| | CA Lanús | Aufstellung Grêmio Porto Alegre gegen CA Lanús |
| Grêmio Porto Alegre                                                  | 1 Marcelo Grohe – 12 Bruno Cortez, 4 Walter Kannemann, 3 Pedro Geromel , 2 Edílson – 7 Luan Vieira, 17 Ramiro, 29 Arthur, 25 Jaílson 72. – 18 Lucas Barrios 74., 21 Fernandinho 57. Reserve 5 Michel, 9 Jael Ferreira 74., 16 Léo Moura, 27 Cícero Santos 72., 22 Bressan, 11 Everton 57., 24 Paulo Victor Cheftrainer: Renato Gaúcho | 28 Esteban Andrada – 4 José Luis Gómez, 23 Rolando García, 6 Diego Braghieri, 3 Maximiliano Velázquez 79. – 30 Iván Marcone, 21 Nicolás Pasquini, 10 Román Martínez – 16 Alejandro Silva, 7 Lautaro Acosta, 9 José Sand Reserve 19 Nicolás Aguirre 79., 17 Germán Denis, 2 Marcelo Herrera, 24 Leandro Maciel, 1 Fernando Monetti, 25 Marcelino Moreno, 22 Santiago Zurbriggen Cheftrainer: Jorge Almirón | CA Lanús | Aufstellung Grêmio Porto Alegre gegen CA Lanús |
| Grêmio Porto Alegre                                                  | 1:0 Cícero Santos (83.) | | CA Lanús | Aufstellung Grêmio Porto Alegre gegen CA Lanús |
| Grêmio Porto Alegre                                                  | Walter Kannemann (41.), Jailson Siqueira (44.), Cícero Santos (74.) | Lautaro Acosta (24.), Rolando García (41.), Maximiliano Velázquez (76.), Diego Braghieri (95.) | CA Lanús | Aufstellung Grêmio Porto Alegre gegen CA Lanús |
| 22. November 2017 um 21:45 (UTC−2) in Porto Alegre (Arena do Grêmio) | | |          |                                                |
| Ergebnis: 1:0 (0:0)                                                  | | |          |                                                |
| Zuschauer: 55.188                                                    | | |          |                                                |
| Schiedsrichter: Julio Bascuñán ( Chile)                              | | |          |                                                |
| Spielbericht                                                         | | |          |                                                |

#### Rückspiel
| CA Lanús                                                                                  | CA Lanús | Grêmio Porto Alegre | Grêmio Porto Alegre | Aufstellung                                    |
| ----------------------------------------------------------------------------------------- | --- | --- | ------------------- | ---------------------------------------------- |
| CA Lanús                                                                                  | \| 29. November 2017 um 20:45 (UTC−3) in Lanús (Estadio Ciudad de Lanús – Néstor Díaz Pérez) \| \| Ergebnis: 1:2 (0:2) \| \| Schiedsrichter: Enrique Cáceres ( Paraguay) \| | \| 29. November 2017 um 20:45 (UTC−3) in Lanús (Estadio Ciudad de Lanús – Néstor Díaz Pérez) \| \| Ergebnis: 1:2 (0:2) \| \| Schiedsrichter: Enrique Cáceres ( Paraguay) \| | Grêmio Porto Alegre | Aufstellung CA Lanús gegen Grêmio Porto Alegre |
| CA Lanús                                                                                  | 28 Esteban Andrada – 3 Maximiliano Velázquez 88., 23 Rolando García, 2 Marcelo Herrera 66., 4 José Luis Gómez – 21 Nicolás Pasquini, 30 Iván Marcone, 10 Román Martínez – 7 Lautaro Acosta, 9 José Sand, 16 Alejandro Silva 78. Reserve 19 Nicolás Aguirre, 17 Germán Denis 88., 24 Leandro Maciel, 1 Fernando Monetti, 25 Marcelino Moreno 66., 14 Matías Rojas 78., 22 Santiago Zurbriggen Cheftrainer: Jorge Almirón | 1 Marcelo Grohe – 2 Edílson, 3 Pedro Geromel , 22 Bressan 82., 12 Bruno Cortez – 25 Jaílson, 29 Arthur 52. – 17 Ramiro, 7 Luan Vieira, 21 Fernandinho – 18 Lucas Barrios 76. Reserve 5 Michel 52., 9 Jael Ferreira, 16 Léo Moura, 27 Cícero Santos 76., 11 Everton, 15 Rafael Thyere 82., 24 Paulo Victor Cheftrainer: Renato Gaúcho | Grêmio Porto Alegre | Aufstellung CA Lanús gegen Grêmio Porto Alegre |
| CA Lanús                                                                                  | 1:2 José Sand (72.) | 0:1 Fernandinho (27.) 0:2 Luan Vieira (42.) | Grêmio Porto Alegre | Aufstellung CA Lanús gegen Grêmio Porto Alegre |
| CA Lanús                                                                                  | García (6.), Velázquez (21.), Alejandro Silva (71.) | Edílson (26.), Cortez (71.), Siqueira (71.), Ramiro (83.), Grohe (92.) | Grêmio Porto Alegre | Aufstellung CA Lanús gegen Grêmio Porto Alegre |
| CA Lanús                                                                                  | Ramiro (83.) | | Grêmio Porto Alegre | Aufstellung CA Lanús gegen Grêmio Porto Alegre |
| 29. November 2017 um 20:45 (UTC−3) in Lanús (Estadio Ciudad de Lanús – Néstor Díaz Pérez) | | |                     |                                                |
| Ergebnis: 1:2 (0:2)                                                                       | | |                     |                                                |
| Schiedsrichter: Enrique Cáceres ( Paraguay)                                               | | |                     |                                                |

## Beste Torschützen
| Rang | Spieler             | Klub                    | Tore |
| ---- | ------------------- | ----------------------- | ---- |
| 1    | José Sand           | CA Lanús                | 9    |
| 2    | Alejandro Chumacero | Club The Strongest      | 8    |
|      | Ignacio Scocco      | River Plate             | 8    |
|      | Luan Vieira         | Grêmio Porto Alegre     | 8    |
| 5    | Fred                | Atlético Mineiro        | 6    |
|      | Lucas Barrios       | Grêmio Porto Alegre     | 6    |
|      | Jonatan Álvez       | Barcelona Sporting Club | 6    |
| 8    | Juan Cazares        | Atlético Mineiro        | 5    |
|      | Matías Alonso       | Club The Strongest      | 5    |
|      | Fernando Zampedri   | Atlético Tucumán        | 5    |
|      | Rodrigo Pimpão      | Botafogo FR             | 5    |
|      | Nicolás Blandi      | CA San Lorenzo          | 5    |